# Underneath the Stars
Underneath the Stars – pierwsza piosenka nagrana przez Mariah Carey na jej szósty album, Daydream, który wydany został w 1995 roku.

## O piosence
W tekście piosenki Mariah "dryfując do pamięci" opisuje stan uczucia, sięgając od nieśmiałości do impulsywności przez oddanie własnego serca w ". . . ciemnym miejscu pod gwiazdami". Mimo upływu czasu i ulotności chwili, nocą przywołuje wspomnienia młodzieńczej miłości wskazując na sentyment i wartość pierwszego zauroczenia. Podczas trwającego "Daydream World Tour” promującego album w Japonii w trakcie koncertu mówi, że: "często pytają mnie o moją ulubioną piosenkę z nowego albumu (. . . ), którą teraz dla was zaśpiewam" zapowiadając "Underneath the Stars". Niejednokrotnie podczas wywiadów twierdziła, że jest to piosenka, o która najbardziej "walczył", jednak wytwórnia chciała wydać na singlu tylko te piosenki, które były skazane na sukces komercyjny, a ta piosenka nie była jednym z tych utworów. Walka Mariah okazała się być skuteczną ponieważ postanowiono, że piosenka będzie promowała album w USA jako ostatni singiel nie nadając mu praw komercyjnych. Singiel w nakładzie 100 tys. kopii trafił w większości do rozgłośni radiowych oraz był dołączany do zakupionego albumu.

## Teledysk
Do piosenki był planowany teledysk, nad którym rozpoczęto prace. Podczas koncertu Mariah zapowiadając piosenkę mówiła, że ten wieczór będzie dla niej i dla fanów szczególny i musi przygotować się, ponieważ "będziemy próbować kręcić klip..." Miał on być zapisem wykonania utworu na żywo podczas koncertu 17 czerwca 1996 w holenderskiej hali w Rotterdamie. W związku z rozpoczętą pracą nad następnym albumem i brakiem potrzeby kontynuacji promocji teledysk nie został zmontowany. 

Z okazji 25 rocznicy wydania Daydream i Mariah powrotu do Sony Music teledysk został zmontowany z archiwizowanych materiałów przez Sony. 

## Wersje singla
Na singlu oprócz tytułowej piosenki znalazł się remix, nad którym Mariah prace powierzyła chłopakom z Trackmasters. W remixie został wykorzystany tekst z oryginalnej wersji utworu i sample z utworu Smif-N-Wessun "Sound Bwoy Bureill". Mariah nagrała jeszcze raz wokal tworząc wersję piosenki w stylu underground. Singel został wydany na dwóch nośnikach:
| Underneath the Stars | Underneath the Stars | Underneath the Stars | Underneath the Stars                                                                                                | Underneath the Stars |
| Kraj                 | Nr katalogowy        | Nośnik               | Tytuł | Czas                 |
| -------------------- | -------------------- | -------------------- | --- | -------------------- |
| Stany Zjednoczone    | CSK 8776 CAS 8945    | CD płyta gramofonowa | 1. Underneath the Stars 2. Underneath the Stars (Drifting Re-Mix) 3. Underneath the Stars (Drifting Re-Mix W/O Rap) | 3:33 4:00            |

Producent i aranżacja: Walter Afanasieff i Mariah Carey
Słowa: Mariah Carey
Muzyka: Mariah Carey, Walter Afanasieff
2,3 - Muzyka: Mariah Carey, Walter Afanasieff, Ewart Dewgarde, Walter Dewgarde
Producent: Poke & Tone i Timothy "Tyme" Riley 
Koordynator produkcji: Cory Rooney
Projekt Re-Mix: Franklin Grant
Studio nagrań: Crave Studios w Nowym Jorku